# Sigismund Asch
Sigismund Asch (ur. 5 stycznia 1825 w Świdnicy, zm. 17 marca 1901) – niemiecki lekarz i działacz społeczny, radny miejski Wrocławia.

## Życiorys
Urodził się 5 stycznia 1825 w Świdnicy w żydowskiej rodzinie Julii Beate z domu Prinz i drukarza z Gliwic Josepha Ascha, który prowadził sklep z fajansem i antykami. Od 1843 r. Asch studiował na Uniwersytecie Wrocławskim matematykę, a następnie medycynę, ale ze względu na ubogie pochodzenie musiał utrzymywać się z korepetycji i artykułów pisanych do gazet. Studia ukończył w 1847 uzyskując jednocześnie doktorat i podjął pracę ortopedy.
Od 1850 r. pracował jako lekarz we Wrocławiu. W swojej pracy pomagał ubogim, których przyjmował codziennie od piątej do siódmej rano, nie biorąc wynagrodzenia za porady i zostawiając pacjentom pieniądze na lekarstwa. Ponadto pracował jako asystent w Instytucie Ortopedycznym u prof. Wilhelma Remera. W 1866 r. miał znaczący wkład w zwalczenie epidemii cholery i kierował lazaretem na 600 łóżek podczas wojny prusko-austriackiej. Był ponadto członkiem zarządu Izby Lekarskiej Rejencji Wrocławskiej i przewodniczącym Związku Wrocławskich Lekarzy. Udzielał się także społecznie jako lekarz katolickiego sierocińca i założył kasę zapomogową dla lekarzy-inwalidów oraz wdów i sierot po lekarzach.
W 1848 został wybrany do Pruskiego Zgromadzenia Ludowego z ramienia liberałów, do których dołączył dwa lata wcześniej. Jednocześnie od 1847 r. należał do Związku Demokratycznego i w październiku następnego roku był wiceprzewodniczącym drugiego Kongresu Demokratycznego w Berlinie, ale wystąpił ze Związku pod koniec 1848 r. W 1848 był członkiem zarządu Wrocławskiego Związku Robotników i na Powszechnym Niemieckim Kongresie Robotników w Berlinie przyczynił się m.in. do zniesienia podatków pośrednich i wprowadzenia dziesięciogodzinnego dnia pracy. W tym samym roku brał udział w dwóch dużych wiecach: w pierwszym 6 sierpnia w Parku Szczytnickim zorganizował zbiórkę pieniędzy dla biednych, która odniosła duży sukces, a 21 września na pl. Wolności – zauważywszy, że tłum jest bliski radykalizacji – przeszedł z widowni na scenę i nawoływał z powodzeniem do spokoju. W maju następnego roku za uczestniczenie w tej demonstracji został skazany na rok więzienia w twierdzy kłodzkiej, a jako powody podano obrazę majestatu i podburzanie do rozruchów. W 1851 był jeszcze sądzony wraz z dwoma innymi demokratami za obrazę majestatu, powielanie nieprawdziwych informacji oraz podburzanie do nieposłuszeństwa wobec władz w związku z rozwieszaniem nielegalnych plakatów w 1849 r., ale sprawę umorzono z powodu przedawnienia. Od 1861 r. był członkiem Niemieckiej Partii Postępowej.
W latach 1863–1879 sprawował funkcję radnego miasta Wrocławia. Jako radny starał się o skanalizowanie miasta, doprowadził do zasypania koryta Czarnej Oławy, wprowadził filtrowanie wody oraz obowiązek badania i kontroli mięsa. Był także członkiem sekcji medycyny Śląskiego Związku Kultury Ojczyźnianej i pełnił funkcję jej sekretarza. Działał również w zarządzie schroniska dla bezdomnych, którego był współtwórcą.
Od 1855 żonaty z córką żydowskiego fabrykanta meblowego Jenny Bauer.
Gdy zmarł 17 marca 1901, w mieście ogłoszono żałobę. Pochowany został na Starym Cmentarzu Żydowskim we Wrocławiu